# Nombres polacos
Aparte de las denominaciones de origen eslavo, Polonia es un país que ha sido influido en los nombres de persona por idiomas como el hebreo, el latín y el arameo. Asimismo, el influjo de la religión católica dio popularidad y propaganda a una cuantiosa cantidad de nombres, aunque en la actualidad algunos tienen variantes de origen germánico, dada la cercanía con Alemania —incluyendo la razón histórica de una ocupación del territorio en 1939 por el ejército de Adolfo Hitler—.
También pueden encontrarse nombres eslavos, verbigracia: Dobrawa, Dobrochna, Dobrosław, Sławoj, entre otros. Y es muy frecuente el uso de nombres terminados en -a para las niñas, como: Alka, Bárbara, Bogumiła, Ewa, Fela, Franciszka, Gutka, Krista, Manina, Margisia, María, Marjan, Masia, Milena, Otylia, Rosalia, Tesia, etcétera. La ciencia onomástica ha estudiado todos estos nombres propios, su origen y su evolución a lo largo del tiempo. A continuación se enumeran algunos de los nombres más típicos de diferentes orígenes:

## Nombres cristianos
Debido a ese influjo de la religión católica que se ha comentado, algunos de los nombres más populares en Polonia tienen motivos cristianos, como lo son:
1. Adam (Adán)
2. Apoloniusz (Apolonio)
3. Ewa (Eva)
4. Janina (Juana[1])
5. Kacper (Gaspar)
6. Łukasz (Lucas)
7. Maurycy (Mauricio)
8. Paweł (Pablo)
9. Piotr (Pedro)
10. Szczepan, Stefan (Esteban)
11. Tomasz (Tomás)

## Nombreseslavos
Tal y como se ha comentado, también existen multitud de nombres eslavos en Polonia que se remontan a siglos atrás, y muchos de esos antiguos nombres polacos tienen una etimología interesante, por ejemplo:
- Bogumił: persona que contará con el agrado de Dios.
- Bogusław: el que glorificará a Dios.
- Bolesław: aquel que tendrá mucha fama.
- Władysław: aquel que tendrá poder.

Otros ejemplos son: Bronisław, Jarosław, Mieczysław, Mirosław, Radosław, Sławomir. Actualmente, si se le pone alguno de estos a los infantes, se debe a su originalidad más que a la tradición.

## Diminutivos
Cada nombre puede tener varios diminutivos, dependiendo de la morfología del vocablo. Para Zofia existen los siguientes diminutivos: Zocha, Zosia, Zośka o Zosieńka. Para María: Marysia, Marysieńka o Maryśka. Para Jarosław: Jarek, Para Mirosław: Mirek. Para Radosław: Radek.